# 锡姆茨-宁多夫
锡姆茨-宁多夫（德語：Siemz-Niendorf）是德国梅克伦堡-前波美拉尼亚州的市镇，隶属于西北梅克伦堡县，2019年5月26日由大锡姆茨和宁多夫两个市镇合并而成。总面积为26.36平方千米，截至2023年12月31日总人口为637人。